# Neostomella tabernaemontanae
Neostomella tabernaemontanae är en svampart som beskrevs av Syd. 1927. Neostomella tabernaemontanae ingår i släktet Neostomella och familjen Asterinaceae.   Inga underarter finns listade i Catalogue of Life.